# آرتور فاستر (بازیکن فوتبال، زاده ۱۸۶۹)
آرتور فاستر (انگلیسی: Arthur Foster؛ زادهٔ 1869) بازیکن فوتبال اهل بریتانیا است.
از باشگاه‌هایی که در آن بازی کرده‌است می‌توان به باشگاه فوتبال استوک سیتی اشاره کرد.